# 1582
Năm 1582 (số La Mã: MDLXXXII) là một năm quan trọng do nó chứng kiến sự chuyển đổi sang lịch Gregory, bỏ đi 10 ngày và do đó nó chỉ có 355 ngày.  
Năm 1582 đã bắt đầu như là một năm thông thường bắt đầu vào thứ hai theo lịch Julius, tiếp tục như bình thường cho đến thứ 5 ngày 4 tháng 10. Tuy nhiên, ngày hôm sau trở thành thứ sáu ngày 15 tháng 10 năm 1582 tại tất cả các quốc gia Công giáo như: Italy, Ba Lan, Bồ Đào Nha, và Tây Ban Nha. Các nước Đông Âu khác như Nga hay Hy Lạp tiếp tục sử dụng lịch Julius truyền thống với ngày kế tiếp vẫn là thứ 6 ngày 5 tháng 10 cho đến mãi về sau khi họ quyết định thay đổi. Tuy nhiên các giáo hội Chính thống giáo phương Đông vẫn tiếp tục sử dụng lịch Julius.

## Mất
- 4 tháng 10 – Teresa xứ Ávila, một nhà thần học nổi tiếng người Tây Ban Nha của Giáo hội Công giáo Rôma (s. 1515)